# Rikke Lie
Rikke Lie Flensburg - med kunstnernavnet Rikke Lie, er en dansk sangerinde og sangskriver, der kombinerer klassisk songwriting med afrikansk instrumentering og rytmer. Ved siden af sin solokarriere har hun også sunget kor for bl.a. Drori/Hansen Furniture samt en lang række afrikanske artister og orkestre.  
Rikke Lie har udgivet tre studiealbums; debutalbummet Style Of Glamour modtog tre ud af seks stjerner i muskmagasinet GAFFA. Herefter udgav hun endnu et album, Some Company, i 2005 sammen med Dawn Fastholm fra Fastpoholmen.
I 2014 udgav hun albummet Colour of My Time, som fik fem ud af seks stjerner i GAFFA.
I 2008 modtog hun DJBFAs "Spil Dansk"-pris.
Rikke Lie var sammen med sangskriverkollegaerne Michelle Sanders og Maja Kristjansson ophavskvinde til Københavns første sangskriverklub Club Junction, som fra 1999 - 2007  var et populært og helt centralt spillested for det danske sangskrivermiljø. 
Herudover sad Rikke Lie i bestyrelsen for Danmarks største komponistforening DJBFA (nu Autor) i perioden 2008-2011, hvor hun bl.a. var aktiv i legatudvalget. Hun har ligeledes siddet i legatudvalg i KODA, Dansk Artist Forbund.

## Diskografi
- Rikke Lie "Style Of Glamour", 2004, Nice One Music (Album)

Medvirkende musikere: Jens Winther, David N. Sasraku, Ben Besiakov, Maja Romm, Jakob Dinesen, Assi Roar, Afonso Correa, Jacob Høier, Mikkel Nordsø, Klavs Nordsø m.fl. 
- Rikke Lie "Colour Of My Time", 2014, Target Records (Album)

Medvirkende musikere: Isildo Novela, Tchando Embalo, Isabel Novela, Ayi Solomon, Dawda Jobarteh, Yasser PIno, Maja Romm, Preben Carlsen, Zoltan Zsörsch Jr., Dan Hemmer m.fl.
Samarbejde
- Eye2Eye "Some Company", 2005, Nice One Music (Album)

Duo med sangerinden Dawn Fastholm fra Fastpoholmen. Medvirkende musikere: Guffi Pallesen, Gustav Ljunggren, Klavs Nordsø og Ayi Solomon."
- Katamanto Highlife Orchestra, 2006, Katamanto Music (Album)